# Giovanni Gaspare Zuccalli

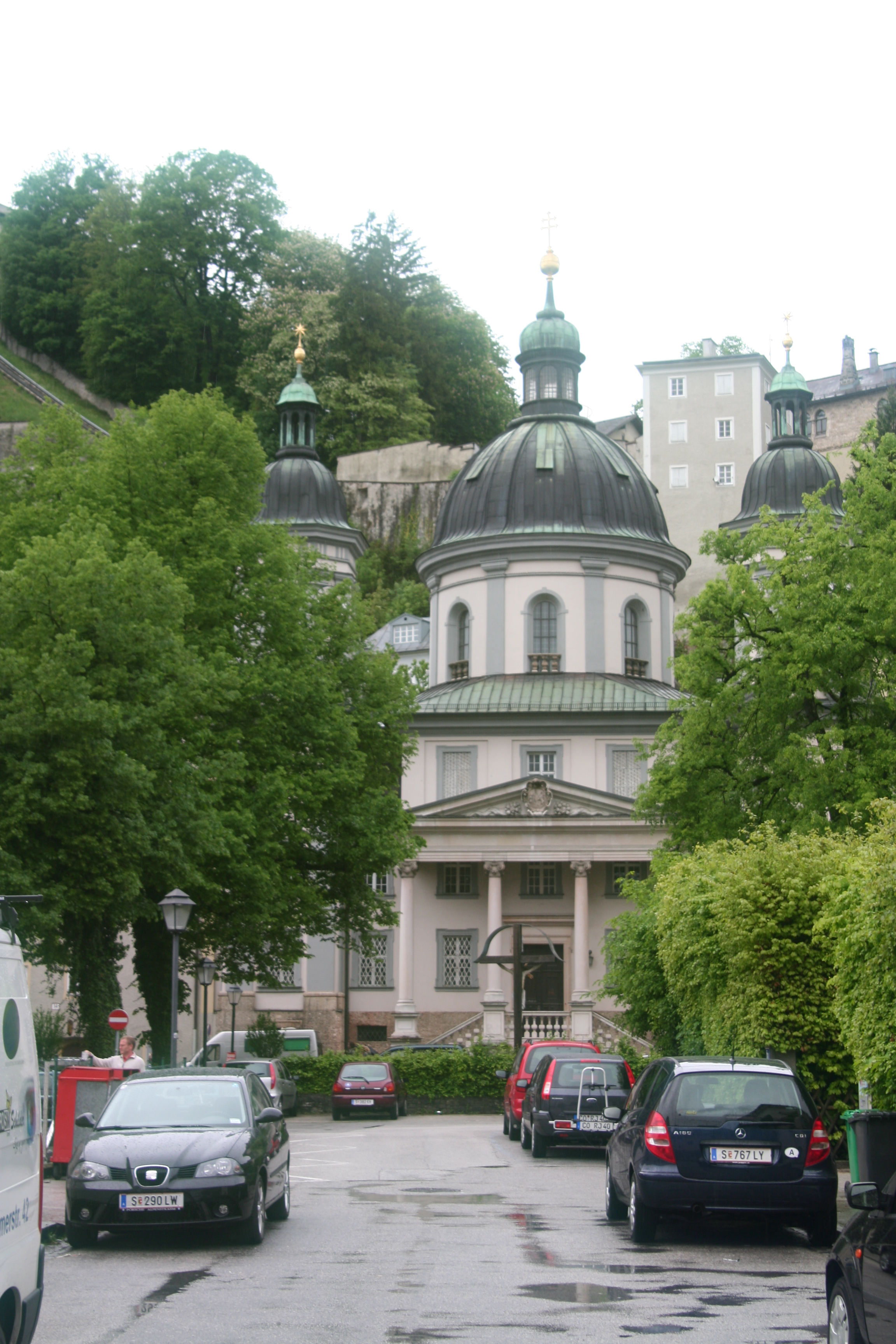
Erhardkirche des St. Erhard-Spitals im Nonntal, Salzburg

Giovanni Gaspare Zuccalli (auch Kaspar Zuccalli; * um 1637 in Roveredo, Graubünden; † 14. Mai 1717 in Bad Adelholzen bei Traunstein) war ein seinerzeit berühmter Architekt, der vor allem in Salzburg wirkte.

## Werdegang
Der Sohn des Domenico Christoforo Zuccalli war Schüler seines noch bekannteren Onkels Enrico Zuccalli, des Erbauers der Münchner Theatinerkirche. 1684 unterzeichnete Gaspare Zuccalli in Landau einen Vertrag für den Bau des Karmeliterklosters in Straubing.
Max Gandolf von Kuenburg berief Gaspare Zuccalli ein Jahr später nach Salzburg und verhandelte mit ihm den Bau einer Kirche am Kai, der späteren Kajetanerkirche, und mit dem Salzburger Domkapitel den Bau der Erhardkirche des St.-Erhard-Spitals im Nonntal.
Zuccalli stellte zwischen 1685 und 1687 die beiden Kirchen im Stil des italienischen Barock weitgehend fertig, bis der Tod des Erzbischofs letzte Arbeiten vorerst verhinderte. Zu dessen Nachfolger Johann Ernst von Thun war trotz seiner Ernennung zum Hof- und Landschaftsbaumeister 1689 das Verhältnis getrübt, er musste bald Johann Bernhard Fischer von Erlach weichen und nach haltlosen Vorwürfen gegen ihn und seine Stuckateure mit dem Erzbischof lange um sein Honorar für die Kajetanerkirche streiten. Grund war wohl, dass der Erzbischof eine Antipathie gegen Menschen aus romanischen Ländern, „Welsche“ genannt, hegte. In einer Verordnung aus dem Jahre 1690 wurden Savoyer und Welsche sogar ausdrücklich vom Bürgerrecht ausgenommen.
1692 heiratete Zuccalli Maria Susanna Oechslin. 1695 erwarb er die Hofmark Bad Adelholzen im Chiemgau, wo er im Jahr 1717 auch verstarb.

## Hauptwerke
- Karmelitenkloster Straubing (1684)
- Kajetanerkirche in Salzburg (1685–1700)
- St. Erhard in Salzburg (1685–1689)
- Schloss Aurolzmünster (1687–1705)
- Pfarrkirche St. Michael in Sachrang (1687/88)
- Das Caspisschlössl in Salzburg (1685)